# Metal progresywny
Metal progresywny – podgatunek heavy metalu, który ma wiele cech rocka progresywnego, w tym złożone struktury kompozycyjne, niestandardowe i zmienne metrum, zawiłe partie instrumentalne. Wysoki poziom artystyczny kompozycji często łączony jest z obszernymi tekstami w formie opowieści epickich, co w rezultacie daje długie utwory (nawet 15–20 minut) i albumy koncepcyjne.

## Historia
Początków metalu progresywnego należy szukać w muzyce zespołów z nurtu rocka progresywnego z lat 60. i 70., takich jak Yes, Pink Floyd, Jethro Tull, King Crimson, Genesis czy Rush. Jednak metal progresywny nie był niezależnym gatunkiem muzycznym aż do połowy lat 80. I chociaż takie grupy, jak na przykład Rainbow, grały muzykę mającą wiele cech metalu progresywnego i eksperymentowały z różnymi stylami, m.in. muzyką poważną, zespoły z tego okresu, dążące do uniezależnienia gatunku, zaliczane są zwykle do formacji heavymetalowych. Grupy takie, jak Fates Warning, Queensrÿche oraz Dream Theater połączyły w swojej muzyce elementy rocka progresywnego – głównie struktury kompozycyjne i sposoby aranżacji – z charakterystyką heavy metalu, przypisywaną zespołom takim, jak Metallica, Deep Purple, Black Sabbath, Death, Megadeth, Voivod czy Iron Maiden. Pomimo że zaczynały jako formacje heavymetalowe opierające się na bluesie, wykreowane przez nie elementy progresywnego metalu przetrwały lata i były później wykorzystywane przez inne zespoły. Grupie Judas Priest, która nie gra zresztą muzyki progresywnej, przypisuje się nagranie piosenki Victim Of Changes uznawanej za pierwszy przykład metalu progresywnego.
Gatunek po raz pierwszy zyskał rozgłos w mediach na początku lat 90., kiedy utwór Silent Lucidity grupy Queensrÿche stał się hitem w MTV i stacjach radiowych. Nie była to, co prawda, typowo progresywno-metalowa piosenka, jednak zjednała ona muzyce tego zespołu rzeszę fanów, co odbiło się na popularności innych formacji z tego czasu grających metal progresywny. W roku 1993, utwór grupy Dream Theater Pull Me Under (z płyty Images and Words) stał się popularny w radiu i MTV. Ma on więcej cech gatunku niż Silent Lucidity, jednak częściej był zaliczany do „czystego” heavy metalu.
Zespoły, które pojawiły się w latach 90., np. Pain of Salvation, Opeth, Ayreon, Tool i Symphony X, wykreowały, każdy z osobna, swój własny styl, odchodząc od klasycznych brzmień Dream Theater i Fates Warning. Pain of Salvation i Opeth zaczerpnęły z mniej znanych zespołów progresywno-rockowych z lat 70., Tool przejął elementy od King Crimson, łącząc je z wpływami alternatywnego rocka. Ayreon został przy tradycyjnych tematach metalu progresywnego, ulegając jednak wpływom opery rockowej, zaś Symphony X stworzyła połączenie power metalu z elementami progresywnymi, likwidując lukę pomiędzy tymi podgatunkami.
Również ważne dla rozwoju gatunku było położenie większego nacisku na aspekty techniczne, zapoczątkowane w latach 80. Na czele stały zespoły takie, jak Watchtower, Atheist i Cynic, które pokazały w swoich piosenkach dużą złożoność kompozycji i wirtuozerię w części instrumentalnej. Jednak grupy te nie były określane jako progresywnometalowe. Atheist i Cynic, mimo stosowania w swojej muzyce elementów jazzu, zaliczano głównie do death metalu ze względu na używanie growlu.

## Różnorodność
Metal progresywny można podzielić na dużą liczbę podgatunków, które zawierają wpływy przeróżnych stylów muzycznych. Na przykład style grup King’s X i Opeth, powszechnie uważanych za progresywnometalowe, są zupełnym przeciwieństwem. King’s X czerpie głównie z lżejszych odmian rocka. Zespół ten przy okazji przyczynił się do rozwoju formacji inspirujących się grungem, jak Pearl Jam, którego basista Jeff Ament stwierdził: „King’s X wynalazł grunge”. Natomiast Opeth jest często określany jako zespół deathmetalowy, głównie dzięki ciężkim gitarom i growlowi, choć Mikael Åkerfeldt jako główną inspirację dla ich muzyki wskazuje grupy Yes i Camel.
Muzyka poważna (symfoniczna) również wywarła duży wpływ na metal progresywny, czego przykładem są grupy: Symphony X, Shadow Gallery czy Devin Townsend, które łączą tradycyjne cechy gatunku ze złożonością i majestatem kompozycji muzyki poważnej. Natomiast niektóre zespoły, jak Liquid Tension Experiment czy Planet X, wykorzystują elementy jazzowe. Jeszcze innym przykładem mogą być formacje Cynic i Pestilence, które zmieszały jazz fusion z death metalem. Devin Townsend zawiera nawet w swojej twórczości elementy stylu ambient. Metal progresywny często łączy się również z power metalem (festiwal ProgPower) lub z thrash metalem (album Time Does Not Heal zespołu Dark Angel).